# Chargé d’affaires

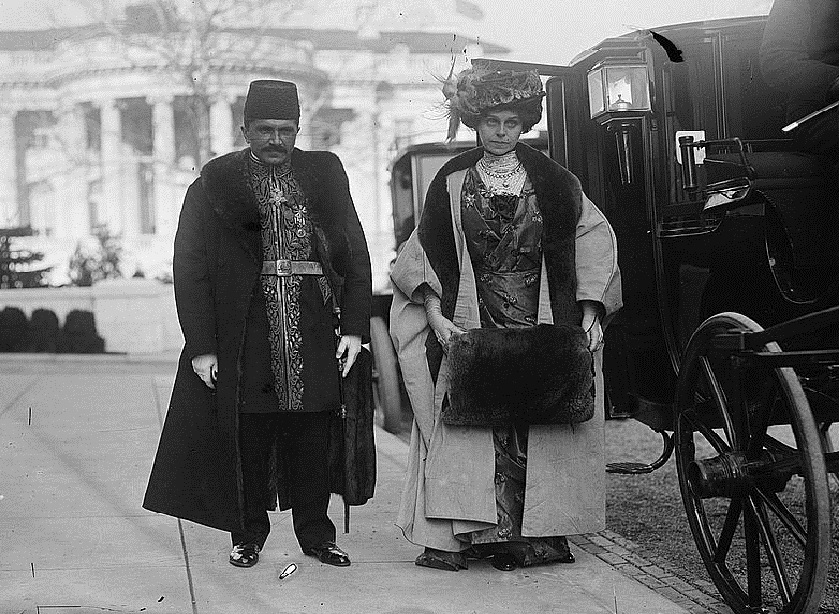
Perský chargé d'affaires s manželkou přicházející na návštěvu prezidenta USA Woodrowa Wilsona před Bílým domem

Chargé d’affaires (CDA) je diplomatická funkce vedoucího diplomatické mise v zahraničí. Česky je označovaná jako „vedoucí úřadu“. Může jím být jmenován diplomat, který je vedením zastupitelského úřadu pověřen, ať již trvale, nebo dočasně, a který není řízen mimořádným a zplnomocněným velvyslancem. Funkce chargé d’affaires však nesouvisí s diplomatickými hodnostmi.
Při jmenování vysílající stát nežádá o souhlas hostitelské země (o tzv. agrément), jmenování je pouze oznamováno cizímu ministerstvu zahraničí. Chargé d'affaires tedy není akreditován u hlavy cizího státu (jako velvyslanec nebo vyslanec), ale u příslušného ministerstva zahraničních věcí. Stejně tak chargé d'affaires není vyslán hlavou státu, ale je do funkce jmenován ministrem zahraničí.

## Dělení
Vídeňskou úmluvou o diplomatických stycích je rozlišována funkce „chargé d’affaires en pied“ a „chargé d’affaires ad interim“:

- Chargé d’affaires en pied (e.p.) je stálý vedoucí zastupitelského úřadu. Vysílající stát nedeleguje do čela úřadu mimořádného a zplnomocněného velvyslance. Jmenování CDA e.p. může někdy naznačovat i politické důvody; to v případě, kdy není zájem vztahy mezi zeměmi povyšovat na „plnou“ velvyslaneckou úroveň.[2]

- Chargé d’affaires ad interim (a.i.) označuje diplomatického pracovníka pověřeného dočasným vedením zastupitelského úřadu po dobu nepřítomnosti mimořádného a zplnomocněného velvyslance. Tato situace nastává například v mezidobí před jmenováním nového velvyslance. Dlouhodobé vyslání chargé d’affaires ad interim může značit zájem na dočasnosti takového řešení.

Diplomaté pověření funkcí chargé d’affaires en pied patří zpravidla mezi vedoucí a vyšší diplomaty.